# Salmo 88
El Salmo 88 es el 88.º salmo del Libro de los Salmos, que comienza en inglés en la Versión King James: «Oh Señor Dios de mi salvación, he clamado día y noche ante ti». En el sistema de numeración ligeramente diferente utilizado en las traducciones griega Septuaginta y latina Vulgata de la Biblia, este salmo es el «Salmo 87». En latín, se conoce como «Domine Deus salutis meae». Según el título, es un «salmo de los hijos de Coré», así como un «masquil de Heman el ezraíta». 
El salmo forma parte habitual de las liturgias judía y católica, así como de la salmodia protestante. Se ha puesto música, por ejemplo, por los compositores barrocos Heinrich Schütz en alemán y por Marc-Antoine Charpentier en latín. En el siglo XX, Christoph Staude y Jörg Duda pusieron música al salmo para coro o voz solista.

## Texto
La siguiente tabla muestra el texto en hebreo del salmo con vocales, junto con el texto en griego koiné en la Septuaginta y la traducción al español de la Biblia del Rey Jacobo. Tenga en cuenta que el significado puede diferir ligeramente entre estas versiones, ya que la Septuaginta y el texto masorético provienen de tradiciones textuales diferentes. En la Septuaginta, este salmo está numerado como Salmo 87.
La siguiente tabla muestra el texto hebreo del Salmo con vocales junto con una traducción al español, del inglés basada en la traducción de la JPS 1917 (ahora en el dominio público).
| #     | En hebreo                                                         | En español | En griego |
| ----- | ----------------------------------------------------------------- | --- | --- |
| [ 7 ] | שִׁ֥יר מִזְמ֗וֹר לִבְנֵ֫י־קֹ֥רַח לַמְנַצֵּ֣חַ עַל־מָחֲלַ֣ת לְעַנּ֑וֹת מַ֝שְׂכִּ֗יל לְהֵימָ֥ן הָאֶזְרָחִֽי׃        | (Cántico o salmo para los hijos de Coré, al músico principal sobre Mahalath Leannoth, Maschil de Heman el ezrahita.)         | ᾿ῼδὴ ψαλμοῦ τοῖς υἱοῖς Κορέ· εἰς τὸ τέλος, ὑπὲρ μαελὲθ τοῦ ἀποκριθῆναι· συνέσεως Αἰμὰν τῷ ᾿Ισραηλίτῃ. -             |
| 1     | יְ֭הֹוָה אֱלֹהֵ֣י יְשׁוּעָתִ֑י יוֹם־צָעַ֖קְתִּי בַלַּ֣יְלָה נֶגְדֶּֽךָ׃                            | Oh Señor, Dios de mi salvación, he clamado día y noche delante de ti:                                                        | ΚΥΡΙΕ ὁ Θεὸς τῆς σωτηρίας μου, ἡμέρας ἐκέκραξα καὶ ἐν νυκτὶ ἐναντίον σου·                                           |
| 2     | תָּב֣וֹא לְ֭פָנֶיךָ תְּפִלָּתִ֑י הַטֵּ֥ה אׇ֝זְנְךָ֗ לְרִנָּתִֽי׃                                  | Que mi oración llegue ante ti; inclina tu oído a mi clamor.                                                                  | εἰσελθέτω ἐνώπιόν σου ἡ προσευχή μου, κλῖνον τὸ οὖς σου εἰς τὴν δέησίν μου.                                         |
| 3     | כִּֽי־שָׂבְעָ֣ה בְרָע֣וֹת נַפְשִׁ֑י וְ֝חַיַּ֗י לִשְׁא֥וֹל הִגִּֽיעוּ׃                              | Porque mi alma está llena de tribulaciones, y mi vida se acerca a la tumba.                                                  | ὅτι ἐπλήσθη κακῶν ἡ ψυχή μου, καὶ ἡ ζωή μου τῷ ᾅδῃ ἤγγισε·                                                          |
| 4     | נֶ֭חְשַׁבְתִּי עִם־י֣וֹרְדֵי ב֑וֹר הָ֝יִ֗יתִי כְּגֶ֣בֶר אֵֽין־אֱיָֽל׃                           | Soy contado con los que descienden al abismo: Soy como un hombre sin fuerzas:                                                | προσελογίσθην μετὰ τῶν καταβαινόντων εἰς λάκκον, ἐγενήθην ὡσεὶ ἄνθρωπος ἀβοήθητος ἐν νεκροῖς ἐλεύθερος,             |
| 5     | בַּמֵּתִ֗ים חׇ֫פְשִׁ֥י כְּמ֤וֹ חֲלָלִ֨ים ׀ שֹׁ֥כְבֵי קֶ֗בֶר אֲשֶׁ֤ר לֹ֣א זְכַרְתָּ֣ם ע֑וֹד וְ֝הֵ֗מָּה מִיָּדְךָ֥ נִגְזָֽרוּ׃ | Libres entre los muertos, como los muertos que yacen en la tumba, a quienes ya no recuerdas; y han sido cortados de tu mano. | ὡσεὶ τραυματίαι καθεύδοντες ἐν τάφῳ, ὧν οὐκ ἐμνήσθης ἔτι καὶ αὐτοὶ ἐκ τῆς χειρός σου ἀπώσθησαν.                     |
| 6     | שַׁ֭תַּנִי בְּב֣וֹר תַּחְתִּיּ֑וֹת בְּ֝מַחֲשַׁכִּ֗ים בִּמְצֹלֽוֹת׃                                  | Me has puesto en el abismo más profundo, en la oscuridad, en las profundidades.                                              | ἔθεντό με ἐν λάκκῳ κατωτάτῳ, ἐν σκοτεινοῖς καὶ ἐν σκιᾷ θανάτου.                                                     |
| 7     | עָ֭לַי סָמְכָ֣ה חֲמָתֶ֑ךָ וְכׇל־מִ֝שְׁבָּרֶ֗יךָ עִנִּ֥יתָ סֶּֽלָה׃                                | Tu ira pesa sobre mí, y me has afligido con todas tus olas. Selah.                                                           | ἐπ᾿ ἐμὲ ἐπεστηρίχθη ὁ θυμός σου, καὶ πάντας τοὺς μετεωρισμούς σου ἐπήγαγες ἐπ᾿ ἐμέ. (διάψαλμα).                     |
| 8     | הִרְחַ֥קְתָּ מְיֻדָּעַ֗י מִ֫מֶּ֥נִּי שַׁתַּ֣נִי תוֹעֵב֣וֹת לָ֑מוֹ כָּ֝לֻ֗א וְלֹ֣א אֵצֵֽא׃                     | Has alejado de mí a mis conocidos; me has convertido en abominable para ellos; estoy encerrado y no puedo salir.             | ἐμάκρυνας τοὺς γνωστούς μου ἀπ᾿ ἐμοῦ, ἔθεντό με βδέλυγμα ἑαυτοῖς, παρεδόθην καὶ οὐκ ἐξεπορευόμην.                   |
| 9     | עֵינִ֥י דָאֲבָ֗ה מִנִּ֫י־עֹ֥נִי קְרָאתִ֣יךָ יְהֹוָ֣ה בְּכׇל־י֑וֹם שִׁטַּ֖חְתִּי אֵלֶ֣יךָ כַפָּֽי׃             | Mis ojos se afligen por la aflicción: Señor, te he invocado cada día, he extendido mis manos hacia ti.                       | οἱ ὀφθαλμοί μου ἠσθένησαν ἀπὸ πτωχείας· ἐκέκραξα πρὸς σέ, Κύριε, ὅλην τὴν ἡμέραν, διεπέτασα πρὸς σὲ τὰς χεῖράς μου· |
| 10    | הֲלַמֵּתִ֥ים תַּעֲשֶׂה־פֶּ֑לֶא אִם־רְ֝פָאִ֗ים יָק֤וּמוּ ׀ יוֹד֬וּךָ סֶּֽלָה׃                       | ¿Mostrarás maravillas a los muertos? ¿Se levantarán los muertos y te alabarán? Selah.                                        | μὴ τοῖς νεκροῖς ποιήσεις θαυμάσια; ἢ ἰατροὶ ἀναστήσουσι, καὶ ἐξομολογήσονταί σοι;                                   |
| 11    | הַיְסֻפַּ֣ר בַּקֶּ֣בֶר חַסְדֶּ֑ךָ אֱ֝מ֥וּנָתְךָ֗ בָּאֲבַדּֽוֹן׃                                    | ¿Se proclamará tu misericordia en la tumba? ¿Tu fidelidad en la destrucción?                                                 | μὴ διηγήσεταί τις ἐν τῷ τάφῳ τὸ ἔλεός σου καὶ τὴν ἀλήθειάν σου ἐν τῇ ἀπωλείᾳ;                                       |
| 12    | הֲיִוָּדַ֣ע בַּחֹ֣שֶׁךְ פִּלְאֶ֑ךָ וְ֝צִדְקָתְךָ֗ בְּאֶ֣רֶץ נְשִׁיָּֽה׃                                 | ¿Se conocerán tus maravillas en la oscuridad? ¿Y tu justicia en la tierra del olvido?                                        | μὴ γνωσθήσεται ἐν τῷ σκότει τὰ θαυμάσιά σου καὶ ἡ δικαιοσύνη σου ἐν γῇ ἐπιλελησμένῃ;                                |
| 13    | וַאֲנִ֤י ׀ אֵלֶ֣יךָ יְהֹוָ֣ה שִׁוַּ֑עְתִּי וּ֝בַבֹּ֗קֶר תְּֽפִלָּתִ֥י תְקַדְּמֶֽךָּ׃                         | Pero a ti clamo, oh Señor, y por la mañana mi oración se apresura a llegar a ti.                                             | κἀγὼ πρὸς σέ, Κύριε, ἐκέκραξα, καὶ τὸ πρωΐ ἡ προσευχή μου προφθάσει σε.                                             |
| 14    | לָמָ֣ה יְ֭הֹוָה תִּזְנַ֣ח נַפְשִׁ֑י תַּסְתִּ֖יר פָּנֶ֣יךָ מִמֶּֽנִּי׃                               | Señor, ¿por qué rechazas mi alma? ¿Por qué escondes tu rostro de mí?                                                         | ἱνατί, Κύριε, ἀπωθῇ τὴν ψυχήν μου, ἀποστρέφεις τὸ πρόσωπόν σου ἀπ᾿ ἐμοῦ;                                            |
| 15    | עָ֘נִ֤י אֲנִ֣י וְגֹוֵ֣עַ מִנֹּ֑עַר נָשָׂ֖אתִי אֵמֶ֣יךָ אָפֽוּנָה׃                               | Estoy afligido y listo para morir desde mi juventud: mientras sufro tus terrores, estoy distraído.                           | πτωχός εἰμι ἐγὼ καὶ ἐν κόποις ἐκ νεότητός μου, ὑψωθεὶς δὲ ἐταπεινώθην καὶ ἐξηπορήθην.                               |
| 16    | עָ֭לַי עָבְר֣וּ חֲרוֹנֶ֑יךָ בִּ֝עוּתֶ֗יךָ צִמְּתוּתֽוֽנִי׃                                  | Tu ira feroz se abate sobre mí; tus terrores me han destruido.                                                               | ἐπ᾿ ἐμὲ διῆλθον αἱ ὀργαί σου, οἱ φοβερισμοί σου ἐξετάραξάν με,                                                      |
| 17    | סַבּ֣וּנִי כַ֭מַּיִם כׇּל־הַיּ֑וֹם הִקִּ֖יפוּ עָלַ֣י יָֽחַד׃                                 | Me rodeaban cada día como agua; me rodeaban juntos.                                                                          | ἐκύκλωσάν με ὡσεὶ ὕδωρ ὅλην τὴν ἡμέραν, περιέσχον με ἅμα.                                                           |
| 18    | הִרְחַ֣קְתָּ מִ֭מֶּנִּי אֹהֵ֣ב וָרֵ֑עַ מְֽיֻדָּעַ֥י מַחְשָֽׁךְ׃                                    | Has alejado de mí a mi amado y a mi amigo, y has sumido en la oscuridad a mis conocidos.                                     | ἐμάκρυνας ἀπ᾿ ἐμοῦ φίλον καὶ πλησίον καὶ τοὺς γνωστούς μου ἀπὸ ταλαιπωρίας.                                         |

## Comentario
A menudo se asume que el Salmo es un «salmo de enfermos».  La enfermedad que postró al salmista podría haber sido la lepra u otra enfermedad impura.  Otros ven más que una enfermedad específica, una calamidad más general. 
Por el contrario, Hermann Gunkel sostiene que este salmo implica acusaciones contra el salmista, en relación con sus pecados mencionados.
Neale y Littledale consideran que «se destaca en todo el Salterio por la tristeza sin alivio, la pena sin esperanza de su tono. Incluso el más triste de los demás, y las propias Lamentaciones, admiten algunas variaciones de tono, algunas tensiones de esperanza; aquí solo hay oscuridad hasta el final».

### De la Iglesia católica

#### A todo el salmo
Este salmo es el último del grupo atribuido a los hijos de Coré dentro de esta sección (Sal 84–88) y, al mismo tiempo, se asigna a Hemán, un cantor del Templo (v. 1). Es posible que su transmisión haya oscilado entre distintas colecciones, y que las similitudes con el Salmo 86 hayan motivado su inclusión aquí como una segunda súplica dentro de los salmos coraíticos (cf. Sal 85). Mientras en el Salmo 86 se ruega a Dios "todo el día", en este se clama tanto de día como de noche (Sal 88,2), reflejando una angustia aún más profunda (cf. Sal 86,7). En el Salmo 86,13 el orante es liberado del sheol (la muerte), pero en el 88,7 se ve ya dentro de él. La persistencia del sufrimiento hace que la oración sea aún más intensa y confiada.
El salmo inicia con una invocación y súplica (vv. 2-3), motivadas por la gravedad de la situación del orante (vv. 4-6), quien reconoce que es Dios quien le ha llevado a ese estado (vv. 7-10). Luego, el salmista plantea preguntas para mover a Dios a actuar (vv. 11-13), y vuelve a pedir ayuda, cuestionando el porqué de su sufrimiento (vv. 14-15). Concluye describiendo de nuevo su dolor y soledad (vv. 16-19). Algunos han interpretado este salmo como una expresión del dolor de Israel durante el exilio en Babilonia; otros piensan que refleja la situación de un enfermo grave, posiblemente un leproso como el rey Ozías o un moribundo como Ezequías. En cualquier caso, el texto anticipa el sufrimiento de Cristo en su pasión, especialmente en su angustia ante la muerte.

#### A los versículos 1-10
La expresión inicial «Dios de mi salvación» y la súplica repetida (cf. v. 14) son las únicas muestras de confianza en Dios dentro de un salmo dominado por la queja y la cercanía de la muerte. Este es, de hecho, el salmo que más menciones hace al mundo de los muertos —sheol, sepulcro, abismo, fosa—, reflejando la profunda angustia del salmista, quien se siente al borde de la muerte, lo cual para él equivale a ser abandonado por Dios. Sin embargo, Orígenes ofrece una interpretación distinta del versículo 6. En lugar de traducir "abandonado entre los muertos", opta por "libre entre los muertos", y ve en esta expresión una profecía sobre Cristo: una alusión al hecho de que, aunque murió, su cuerpo no sufrió corrupción tras la crucifixión.

Y llegó a ser como un hombre sin ayuda, libre entre los muertos. Como en esta vida Él tuvo más cosas que el resto de los hombres, porque nació de una Virgen y porque obró durante toda su vida de manera extraordinaria, así también tras la muerte, en cuanto que allí era el único hombre libre, su alma no fue abandonada en poder del Hades. De ese modo, Él es el “primero y el último”

#### A los versículos 11-19
Las preguntas retóricas del salmista anticipan una respuesta negativa, reflejo de una época en la que aún no se había revelado la vida después de la muerte. No obstante, estas preguntas revelan que el propósito de la existencia es alabar a Dios y reconocer sus acciones. Aunque no comprende los designios divinos —como le ocurrió a Job—, el orante mantiene su súplica constante.
A diferencia de otros salmos de súplica, aquí no se recuerda ningún rescate pasado por parte de Dios; en cambio, se subraya la aflicción sufrida desde la infancia (vv. 16–17) y la desolación presente (vv. 18–19). Desde la fe cristiana, estos sentimientos encuentran plenitud en Cristo, cuyo sufrimiento refleja el del salmista. En Él, el creyente halla consuelo y fortaleza para afrontar su propio dolor.

Quienes participan en los sufrimientos de Cristo tienen ante los ojos el misterio pascual de la cruz y de la resurrección, en la que Cristo desciende, en una primera fase, hasta el extremo de la debilidad y de la impotencia humana; en efecto, Él muere clavado en la cruz. Pero si al mismo tiempo en esta debilidad se cumple su elevación, confirmada con la fuerza de la resurrección, esto significa que las debilidades de todos los sufrimientos humanos pueden ser penetradas por la misma fuerza de Dios, que se ha manifestado en la cruz de Cristo. En esta concepción, sufrir significa hacerse particularmente receptivos, particularmente abiertos a la acción de las fuerzas salvíficas de Dios, ofrecidas a la humanidad en Cristo. En Él, Dios ha demostrado querer actuar especialmente por medio del sufrimiento, que es la debilidad y la expoliación del hombre, y querer precisamente manifestar su fuerza en esta debilidad y en esta expoliación.

## Descripción
Se describe como «Salmo para los hijos de Coré», una oración de misericordia y liberación, y un «Maschil». 
Según Martin Marty, profesor de historia de la Iglesia en la Universidad de Chicago, el Salmo 88 es «un paisaje invernal de desolación sin paliativos». El Salmo 88 termina diciendo:

Me has quitado a mis compañeros y seres queridos;

la oscuridad es mi mejor amiga. (Salmo 88:18 (NVI))

De hecho, en hebreo, la última palabra del salmo es «oscuridad».

## Usos

### Judaísmo
El Salmo 88 se recita en Hoshaná Rabá.

### Iglesia Católica
Este salmo forma parte de las completas de los viernes en la Liturgia revisada después del Concilio Vaticano II. También se reza en la hora de media de la Liturgia de las horas los martes  de la cuarta semana. Para facilitar la comprensión en la Liturgia de las horas cada salmo tiene un título en rojo (rúbrica) que no forma parte del salmo. El título del Salmo 88 es Oración de un hombre gravemente enfermo.

### Iglesia ortodoxa oriental
El Salmo 88 forma parte de los seis salmos (Salmos 3, 38, 63, 88, 103 y 143) que constituyen el corazón del orthros, es decir, Maitines, en las iglesias ortodoxas y católicas de rito bizantino.

### Libro de Oración Común
En el «Libro de Oración Común» de la Iglesia de Inglaterra, el Salmo 88 está designado para ser leído la mañana del decimoséptimo día del mes, así como en Vísperas el Viernes Santo.

### El Salterio escocés
El Salterio métrico escocés presbiteriano de 1650 vuelve a escribir el salmo en una forma métrica que puede cantarse con una melodía ajustada al compás común.

## Acompañamientos musicales
Heinrich Schütz puso música al salmo en una versión métrica en alemán, «Herr Gott, mein Heiland, Nacht und Tag», SWV 185, como parte del «Salterio de Becker», publicado por primera vez en 1628. Marc-Antoine Charpentier compuso alrededor de 1690 Domine Deus salutis meae , H.207, para solistas, coro, flautas, cuerdas y continuo.
El versículo 10 se utiliza en un recitativo del oratorio de Mendelssohn Elijah. Peter Cornelius escribió una versión coral en alemán como la primera de Drei Psalmlieder, Op. 13.
En 1986, Christoph Staude adaptó el salmo para coro mixto a tres voces y orquesta. Jörg Duda adaptó el salmo como Exaltation III, Op. 31/3, para barítono bajo, trompa, clarinete bajo, violonchelo y órgano.